# Fotios 1. af Konstantinopel
Fotios (græsk: Φώτιος, født omtrent 820 i Konstantinopel, død 891 i Armenien) var en byzantinsk forfatter.
Fotios var under Michael III anfører for kejserens garde og statssekretær, men tillige så anset for sin lærdom, at man 857 kaldte ham til patriarkværdigheden, uagtet han endnu var lægmand. Da pave Nikolaus senere forlangte, at Ignatios, der før Fotios havde været patriark af Konstantinopel, atter skulle indsættes, sammenkaldte Fotios en synode i Konstantinopel, der i modsætning hertil lyste Nikolaus i band. Men kejser Basilios trådte op herimod, da han var forbitret på Fotios, som havde ekskommuniceret ham af kirken, fordi han var kommet på tronen ved at myrde sin forgænger Michael. Basilios afsatte Fotios 857, og en synode i Rom satte ham i band. Ignatios blev nu atter patriark; men da han døde 877, blev Fotios igen patriark; 886 forjoges han dog atter af kejser Leo Filosoffen; pave Johannes VIII ekskommunicerede ham. Fotios forvistes til et kloster i Armenien og kom ikke mere tilbage til hovedstaden. I lang tid har latinerne set ham (Fotios) som den hovedansvarlige for skismaet i nihundredetallet. Men den katolske Francois Dvorniks historiske forskning har på dette punkt retfærdiggjort patriarken, der blev endeligt forsonet med pave Jean VIII . Senere blev Fotios en af den græske kirkes helgener (med festdag 6. februar).
Fotios var velbekendt med skandinaver. To af hans prædikener beskriver det angreb Konstantinopel i juni 860 udsattes for fra de såkaldte Rus'. Men i 867 skrev Fotios at de frygtelige Rus' nu havde opgivet deres hedenske religion og modtaget biskopper og præster fra Konstantinopel. Disse krigere kom fra Kiev, men de var anført af skandinaviske fyrster. John Linds ovennævnte forskning munder ud i den antagelse, at Varjægerne i Kiev og Byzans var veltrænede militære enheder fra bl.a. Danmark. 